# Unione Calcio AlbinoLeffe 2013-2014
Questa voce raccoglie le informazioni riguardanti l'Unione Calcio AlbinoLeffe nelle competizioni ufficiali della stagione 2013-2014.

## Stagione
Armando Madonna torna alla guida dell'Albinoleffe dopo tre stagioni. In vista dell'entrata a regime nella stagione successiva della riforma dei campionati di Lega Pro, con il passaggio alla divisione unica, per la Prima Divisione viene decretato il blocco delle retrocessioni. Il campionato si apre con le vittorie su Savona e Südtirol, seguite dal pareggio contro la Cremonese che viene commutato in sconfitta per aver schierato lo squalificato Pontiggia.

## Rosa
| N. |                       | Ruolo | Calciatore                 |
| -- | --------------------- | ----- | -------------------------- |
|    | Italia (bandiera)     | P     | Davide Amadori             |
|    | Italia (bandiera)     | P     | Stefano Chimini            |
|    | Italia (bandiera)     | P     | Daniel Offredi             |
|    | Italia (bandiera)     | D     | Nicholas Allievi           |
|    | Slovacchia (bandiera) | D     | Adam Ambra                 |
|    | Italia (bandiera)     | D     | Andrea Beduschi            |
|    | Italia (bandiera)     | D     | Dario Bergamelli           |
|    | Italia (bandiera)     | D     | Michele Cortinovis         |
|    | Italia (bandiera)     | D     | Davide Ondei               |
|    | Italia (bandiera)     | D     | Matteo Piccinni            |
|    | Italia (bandiera)     | D     | Pierre Regonesi (capitano) |
|    | Italia (bandiera)     | D     | Luca Tedeschi              |
|    | Italia (bandiera)     | C     | Michele Calì               |
|    | Italia (bandiera)     | C     | Simone Calvano             |
|    | Italia (bandiera)     | C     | Mattia Corradi             |
|    | Italia (bandiera)     | C     | Francesco Gazo             |
|    | Italia (bandiera)     | C     | Michael Girasole           |

| N. |                      | Ruolo | Calciatore           |
| -- | -------------------- | ----- | -------------------- |
|    | Finlandia (bandiera) | C     | Mehmet Hetemaj       |
|    | Italia (bandiera)    | C     | Marvin Maietti       |
|    | Italia (bandiera)    | C     | Michele Paris        |
|    | Italia (bandiera)    | C     | Alessandro Salvi     |
|    | Francia (bandiera)   | C     | Anthony Taugourdeau  |
|    | Italia (bandiera)    | C     | Mattia Valoti        |
|    | Lettonia (bandiera)  | C     | Sergejs Vorobjovs    |
|    | Italia (bandiera)    | C     | Claudio Zappa        |
|    | Italia (bandiera)    | A     | Salvatore Aurelio    |
|    | Italia (bandiera)    | A     | Andrea Belotti       |
|    | Guinea (bandiera)    | A     | Karamoko Cissé       |
|    | Italia (bandiera)    | A     | Luca Cremonesi       |
|    | Italia (bandiera)    | A     | Manuel Personè       |
|    | Italia (bandiera)    | A     | Massimiliano Pesenti |
|    | Italia (bandiera)    | A     | Simone Pontiggia     |
|    | Italia (bandiera)    | A     | Alessio Viola        |

## Calciomercato

### Sessione estiva(dall'1/7 all'1/9)
| Acquisti | Acquisti          | Acquisti       | Acquisti                   |
| R.       | Nome              | da             | Modalità                   |
| -------- | ----------------- | -------------- | -------------------------- |
| P        | Stefano Chimini   | Feralpisalò    | fine prestito              |
| D        | Andrea Beduschi   | Prato          | riscatto compartecipazione |
| D        | Dario Bergamelli  | Reggina        | fine prestito              |
| D        | Simone Carminati  | Prato          | fine prestito              |
| D        | Luca Ferri        | Cuneo          | fine prestito              |
| D        | Francesco Luoni   | Como           | fine prestito              |
| D        | Matteo Piccinni   | Padova         | fine prestito              |
| C        | Paolo Carminati   | Aurora Seriate | fine prestito              |
| C        | Michael Cia       | Como           | fine prestito              |
| C        | Davide Di Quinzio | Cuneo          | fine prestito              |
| C        | Mehmet Hetemaj    | Reggina        | fine prestito              |
| C        | Mattia Valoti     | Milan          | rinnovo compartecipazione  |
| A        | Alessio Viola     | Reggina        | prestito                   |

| Cessioni | Cessioni          | Cessioni     | Cessioni                      |
| R.       | Nome              | a            | Modalità                      |
| -------- | ----------------- | ------------ | ----------------------------- |
| P        | Stefano Chimini   | Monza        | compartecipazione             |
| D        | Mauro Belotti     |              | svincolato                    |
| D        | Dario Bergamelli  | Cremonese    | prestito                      |
| D        | Manuel Daffara    | Perugia      | definitivo                    |
| D        | Luca Ferri        | Pergolettese | compartecipazione             |
| D        | Valerio Pirovano  |              | svincolato                    |
| C        | Michael Cia       | Pisa         | prestito                      |
| C        | Enrico Di Cesare  | Pergolettese | prestito                      |
| C        | Davide Di Quinzio | SPAL         | prestito                      |
| C        | Enrico Geroni     | Carrarese    | prestito                      |
| C        | Simon Laner       | Verona       | risoluzione compartecipazione |
| C        | Dino Martinović   | Verona       | fine prestito                 |
| C        | Roberto Previtali |              | svincolato                    |
| A        | Andrea Belotti    | Palermo      | prestito                      |
| A        | Adama Diakite     | Padova       | fine prestito                 |
| A        | Manuel Personè    | SPAL         | prestito                      |

### Sessione invernale
| Acquisti | Acquisti          | Acquisti  | Acquisti   |
| R.       | Nome              | da        | Modalità   |
| -------- | ----------------- | --------- | ---------- |
| D        | Luca Tedeschi     | Parma     | prestito   |
| C        | Simone Calvano    | Verona    | prestito   |
| A        | Salvatore Aurelio | Frosinone | definitivo |

| Cessioni | Cessioni      | Cessioni  | Cessioni |
| R.       | Nome          | a         | Modalità |
| -------- | ------------- | --------- | -------- |
| A        | Alessio Viola | Frosinone | prestito |

## Risultati

### Lega Pro Prima Divisione

#### Girone di andata
| Arbitro: | Cifelli (Campobasso) |

|                              |           |                                  |
| Gentile 90+1’ Esposito 90+4’ | Marcatori | 15’, 53’ Pesenti 90+3’ Pontiggia |

| Arbitro: | Abisso (Palermo) |

|                                     |           |             |
| Corradi 6’ Girasole 12’ Pesenti 88’ | Marcatori | 51’ Bassoli |

| Arbitro: | Baroni (Firenze) |

|                       |           |                          |
| Pesenti 34’ Viola 75’ | Marcatori | 55’ Caridi 81’ Francoise |

| Arbitro: | Sacchi (Macerata) |

|  |           |              |
|  | Marcatori | 58’ Girasole |

| Arbitro: | Illuzzi (Molfetta) |

|                        |           |                     |
| Cissé 50’ Girasole 58’ | Marcatori | 2’ Marchi 75’ Gomez |

| Arbitro: | Caso (Verona) |

|                  |           |  |
| Russo 27’ (rig.) | Marcatori |  |

| Arbitro: | Ros (Pordenone) |

|                           |           |                               |
| Cavion 72’ Anastasi 90+3’ | Marcatori | 50’ Girasole 83’, 87’ Pesenti |

| Arbitro: | Lanza (Nichelino) |

|  |           |              |
|  | Marcatori | 48’ Maritato |

| Arbitro: | Dei Giudici (Latina) |

|              |           |  |
| Crocetti 35’ | Marcatori |  |

| Arbitro: | Fiore (Barletta) |

|           |           |                                           |
| Viola 64’ | Marcatori | 28’, 70’ Le Noci 34’ Marchi 60’ Schenetti |

| Arbitro: | Melidoni (Frattamaggiore) |

|                          |           |                         |
| Pinardi 11’ Miracoli 90’ | Marcatori | 33’, 61’ (rig.) Pesenti |

| Arbitro: | Candeo (Este) |

|            |           |  |
| Valoti 90’ | Marcatori |  |

| Arbitro: | Verdenelli (Foligno) |

|                    |           |                               |
| Cellini 69’ (rig.) | Marcatori | 18’, 54’ Pesenti 90+3’ Valoti |

| Arbitro: | Tardino (Milano) |

|                                |           |  |
| Pesenti 75’ (rig.) Corradi 86’ | Marcatori |  |

| Arbitro: | Albertini (Ascoli Piceno) |

|               |           |  |
| Margiotta 53’ | Marcatori |  |

#### Girone di ritorno
| Arbitro: | Balice (Termoli) |

|                        |           |                                    |
| Girasole 30’ Ondei 51’ | Marcatori | 48’ Grandolfo 59’ Virdis 87’ Sarao |

| Arbitro: | Guccini (Albano Laziale) |

|                          |           |  |
| Vassallo 52’ Corazza 66’ | Marcatori |  |

| Arbitro: | Illuzzi (Molfetta) |

|                |           |              |
| Della Rocca 6’ | Marcatori | 17’ Girasole |

| Arbitro: | Pierro (Nola) |

|                                |           |           |
| Pesenti 37’ (rig.) Calvano 80’ | Marcatori | 87’ Mella |

| Arbitro: | Di Martino (Teramo) |

|             |           |              |
| Scavone 15’ | Marcatori | 58’ Regonesi |

| Arbitro: | Ripa (Nocera Inferiore) |

|                                            |           |            |
| Girasole 19’ Marchi 24’ (aut.) Corradi 45’ | Marcatori | 90’ Guazzo |

| Arbitro: | Oliveri (Palermo) |

|           |           |  |
| Cissé 65’ | Marcatori |  |

| Arbitro: | Piccinini (Forlì) |

|                                        |           |                         |
| Mustacchio 9’ Maritato 36’ Cinelli 62’ | Marcatori | 13’ Girasole 29’ Valoti |

| Bergamo 9 marzo 2014, ore 14:30 CET 24ª giornata | AlbinoLeffe    | 0 – 0 referto | San Marino | Stadio Atleti Azzurri d'Italia (915 spett.)\| Arbitro: \| Rossi (Rovigo) \| |
| Arbitro:                                         | Rossi (Rovigo) |               |            |                                                                             |

| Arbitro: | Cifelli (Campobasso) |

|                        |           |                 |
| Altinier 51’ Giosa 75’ | Marcatori | 27’, 87’ Valoti |

| Arbitro: | Pezzuto (Lecce) |

|                                        |           |                                       |
| Dell'Orco 36’ (aut.) Valoti 45’ (rig.) | Marcatori | 25’ Miracoli 83’ Zerbo 90’ Ceccarelli |

| Arbitro: | Rasia (Bassano del Grappa) |

|  |           |                                    |
|  | Marcatori | 65’ Valoti 83’ Corradi 90’ Calvano |

| Arbitro: | Caso (Verona) |

|  |           |             |
|  | Marcatori | 46’ Cellini |

| Lumezzane 27 aprile 2014, ore 15:00 CEST 29ª giornata | Lumezzane          | 0 – 0 referto | AlbinoLeffe | Nuovo Stadio Comunale\| Arbitro: \| Pelagatti (Arezzo) \| |
| Arbitro:                                              | Pelagatti (Arezzo) |               |             |                                                           |

| Arbitro: | Cifelli (Campobasso) |

|                          |           |                |
| Allievi 41’ Beduschi 73’ | Marcatori | 90+3’ Maracchi |

#### Play-off
| Arbitro: | Abisso (Palermo) |

|                                                                             |                      |                                                                        |
| Bruccini 43’ Brighenti 62’                                                  | Marcatori            | 37’, 90+1’ Cissé                                                       |
| Visconti Bruccini Campo Caridi Della Rocca Palermo Casoli Abbate Caracciolo | Tiri di rigore 6 – 5 | Taugordeau Aurelio Allievi Valoti Salvi Cissé Calvano Pesenti Tedeschi |

### Coppa Italia
| Arbitro: | Bellotti (Verona) |

|                                                 |           |                    |
| Maietti 27’ Cissé 67’ Corradi 70’ Vorobjovs 90’ | Marcatori | 19’ (rig.) Sibilli |

| Arbitro: | Saia (Palermo) |

|                                     |           |  |
| Mancosu 42’ (rig.), 53’ Madonia 72’ | Marcatori |  |

### Coppa Italia Lega Pro
| Arbitro: | Marini (Roma) |

|                                      |           |                        |
| Ravasi 41’ Valagussa 50’ Finotti 66’ | Marcatori | 57’ Viola 88’ Girasole |

## Statistiche

### Statistiche di squadra
| Competizione          | Punti | In casa | In casa | In casa | In casa | In casa | In casa | In trasferta | In trasferta | In trasferta | In trasferta | In trasferta | In trasferta | Totale | Totale | Totale | Totale | Totale | Totale | DR |
| Competizione          | Punti | G       | V       | N       | P       | Gf      | Gs      | G            | V            | N            | P            | Gf           | Gs           | G      | V      | N      | P      | Gf     | Gs     | DR |
| --------------------- | ----- | ------- | ------- | ------- | ------- | ------- | ------- | ------------ | ------------ | ------------ | ------------ | ------------ | ------------ | ------ | ------ | ------ | ------ | ------ | ------ | -- |
| Prima Divisione       | 43    | 15      | 7       | 2       | 6       | 21      | 21      | 15           | 5            | 5            | 5            | 21           | 19           | 30     | 12     | 7      | 11     | 42     | 40     | +2 |
| Play-off              | -     | -       | -       | -       | -       | -       | -       | 1            | 0            | 1            | 0            | 2            | 2            | 1      | 0      | 1      | 0      | 2      | 2      | 0  |
| Coppa Italia          | -     | 1       | 1       | 0       | 0       | 4       | 1       | 1            | 0            | 0            | 1            | 0            | 3            | 2      | 1      | 0      | 1      | 4      | 4      | 0  |
| Coppa Italia Lega Pro | -     | -       | -       | -       | -       | -       | -       | 1            | 0            | 0            | 1            | 2            | 3            | 1      | 0      | 0      | 1      | 2      | 3      | -1 |
| Totale                | -     | 16      | 8       | 2       | 6       | 25      | 22      | 18           | 5            | 6            | 7            | 25           | 27           | 34     | 13     | 8      | 13     | 50     | 49     | +1 |

### Andamento in campionato
| Giornata  | 1 | 2 | 3 | 4 | 5 | 6 | 7 | 8 | 9 | 10 | 11 | 12 | 13 | 14 | 15 | 16 | 17 | 18 | 19 | 20 | 21 | 22 | 23 | 24 | 25 | 26 | 27 | 28 | 29 | 30 |
| --------- | - | - | - | - | - | - | - | - | - | -- | -- | -- | -- | -- | -- | -- | -- | -- | -- | -- | -- | -- | -- | -- | -- | -- | -- | -- | -- | -- |
| Luogo     | T | C | C | T | C | T | T | C | T | C  | T  | C  | T  | C  | T  | C  | T  | T  | C  | T  | C  | C  | T  | C  | T  | C  | T  | C  | T  | C  |
| Risultato | V | V | P | V | N | P | V | P | P | P  | N  | V  | V  | V  | P  | P  | P  | N  | V  | N  | V  | V  | P  | N  | N  | P  | V  | P  | N  | V  |
| Posizione | 6 | 4 | 4 | 4 | 4 | 6 | 5 | 6 | 7 | 8  | 8  | 8  | 8  | 6  | 8  | 9  | 10 | 10 | 10 | 9  | 9  | 7  | 8  | 9  | 9  | 9  | 7  | 8  | 9  | 7  |

Fonte:  Classifica Lega Pro Prima Div,Gir A 13/14, su stats.betradar.com, Lega Pro. URL consultato il 29 ottobre 2013 (archiviato dall'url originale il 16 gennaio 2014).
Legenda:

Luogo: C = Casa; T = Trasferta. Risultato: V = Vittoria; N = Pareggio; P = Sconfitta.

### Statistiche dei giocatori
| Giocatore     | Prima Divisione Play-off | Prima Divisione Play-off | Prima Divisione Play-off | Prima Divisione Play-off | Coppa Italia Coppa Italia Lega Pro | Coppa Italia Coppa Italia Lega Pro | Coppa Italia Coppa Italia Lega Pro | Coppa Italia Coppa Italia Lega Pro | Totale   | Totale | Totale      | Totale     |
| Giocatore     | Presenze                 | Reti                     | Ammonizioni              | Espulsioni               | Presenze                           | Reti                               | Ammonizioni                        | Espulsioni                         | Presenze | Reti   | Ammonizioni | Espulsioni |
| ------------- | ------------------------ | ------------------------ | ------------------------ | ------------------------ | ---------------------------------- | ---------------------------------- | ---------------------------------- | ---------------------------------- | -------- | ------ | ----------- | ---------- |
| N. Allievi    | 26+1                     | 1                        | 6+1                      | 0                        | 1+0                                | 0                                  | 0                                  | 0                                  | 28       | 1      | 7           | 0          |
| D. Amadori    | 0                        | 0                        | 0                        | 0                        | 1+1                                | -1-3                               | 0                                  | 0                                  | 2        | -1     | 0           | 0          |
| A. Ambra      | 1                        | 0                        | 0                        | 0                        | -                                  | -                                  | -                                  | -                                  | 1        | 0      | 0           | 0          |
| S. Aurelio    | 8+1                      | 0                        | 0+1                      | 0                        | -                                  | -                                  | -                                  | -                                  | 9        | 0      | 1           | 0          |
| A. Beduschi   | 15+1                     | 1                        | 7                        | 0                        | 1+1                                | 0                                  | 0                                  | 0                                  | 18       | 1      | 7           | 0          |
| A. Belotti    | -                        | -                        | -                        | -                        | 1+0                                | 0                                  | 0                                  | 0                                  | 1        | 0      | 0           | 0          |
| D. Bergamelli | -                        | -                        | -                        | -                        | -                                  | -                                  | -                                  | -                                  | -        | -      | -           | -          |
| M. Calì       | 11                       | 0                        | 0                        | 0                        | 1+1                                | 0                                  | 0                                  | 0                                  | 13       | 0      | 0           | 0          |
| S. Calvano    | 11+1                     | 2                        | 2+1                      | 0                        | -                                  | -                                  | -                                  | -                                  | 12       | 2      | 3           | 0          |
| S. Chimini    | -                        | -                        | -                        | -                        | -                                  | -                                  | -                                  | -                                  | -        | -      | -           | -          |
| K. Cissé      | 14+1                     | 2+2                      | 3                        | 0                        | 2+0                                | 1                                  | 0                                  | 0                                  | 17       | 5      | 3           | 0          |
| M. Corradi    | 26                       | 4                        | 8                        | 0                        | 2+1                                | 1                                  | 0                                  | 0                                  | 29       | 5      | 8           | 0          |
| M. Cortinovis | -                        | -                        | -                        | -                        | 1+1                                | 0                                  | 1                                  | 0                                  | 2        | 0      | 1           | 0          |
| L. Cremonesi  | 2                        | 0                        | 0                        | 0                        | 0                                  | 0                                  | 0                                  | 0                                  | 2        | 0      | 0           | 0          |
| F. Gazo       | 20+1                     | 0                        | 4                        | 0                        | 0+1                                | 0                                  | 0                                  | 0                                  | 22       | 0      | 4           | 0          |
| M. Girasole   | 26                       | 8                        | 4                        | 0                        | 2+1                                | 0+1                                | 0                                  | 0                                  | 29       | 9      | 4           | 0          |
| M. Hetemaj    | 5                        | 0                        | 2                        | 0                        | 0+1                                | 0                                  | 0                                  | 0                                  | 6        | 0      | 2           | 0          |
| M. Maietti    | 22+1                     | 0                        | 4                        | 0                        | 2+0                                | 1                                  | 0                                  | 0                                  | 25       | 1      | 4           | 0          |
| D. Offredi    | 30+1                     | -40-2                    | 2                        | 0                        | 1+0                                | -3                                 | 0                                  | 0                                  | 32       | -43    | 2           | 0          |
| D. Ondei      | 14                       | 1                        | 7                        | 1                        | 2+1                                | 0                                  | 0                                  | 0                                  | 17       | 1      | 7           | 1          |
| M. Paris      | -                        | -                        | -                        | -                        | 0                                  | 0                                  | 0                                  | 0                                  | 0        | 0      | 0           | 0          |
| M. Personè    | -                        | -                        | -                        | -                        | 1+0                                | 0                                  | 0                                  | 0                                  | 1        | 0      | 0           | 0          |
| M. Pesenti    | 25+1                     | 12                       | 8                        | 0                        | 2+0                                | 0                                  | 0                                  | 0                                  | 28       | 12     | 8           | 0          |
| M. Piccinini  | 0                        | 0                        | 0                        | 0                        | 0                                  | 0                                  | 0                                  | 0                                  | 0        | 0      | 0           | 0          |
| M. Piccinni   | 16                       | 0                        | 8                        | 2                        | 0+1                                | 0                                  | 0                                  | 0                                  | 17       | 0      | 8           | 2          |
| S. Pontiggia  | 13                       | 1                        | 1                        | 0                        | 2+0                                | 0                                  | 0                                  | 0                                  | 15       | 1      | 1           | 0          |
| P.G. Regonesi | 28+1                     | 1                        | 4                        | 0                        | 1+0                                | 0                                  | 0                                  | 0                                  | 30       | 1      | 4           | 0          |
| A. Salvi      | 28+1                     | 0                        | 3                        | 0                        | 2+1                                | 0                                  | 0                                  | 0                                  | 32       | 0      | 3           | 0          |
| A. Taugordeau | 28+1                     | 0                        | 3                        | 0                        | 2+0                                | 0                                  | 0                                  | 0                                  | 31       | 0      | 3           | 0          |
| L. Tedeschi   | 10+1                     | 0                        | 0                        | 0                        | -                                  | -                                  | -                                  | -                                  | 11       | 0      | 0           | 0          |
| M. Valoti     | 15+1                     | 7                        | 2                        | 1                        | -                                  | -                                  | -                                  | -                                  | 16       | 7      | 2           | 1          |
| A. Viola      | 12                       | 2                        | 4                        | 1                        | 0+1                                | 0+1                                | 0+1                                | 0                                  | 13       | 3      | 5           | 1          |
| S. Vorobjovs  | 6                        | 0                        | 1                        | 0                        | 1+1                                | 1                                  | 0                                  | 0                                  | 8        | 1      | 1           | 0          |
| C. Zappa      | -                        | -                        | -                        | -                        | 0+1                                | 0                                  | 0                                  | 0                                  | 1        | 0      | 0           | 0          |